# Dewaluacja
Dewaluacja (łac. de 'z (czego), od, wy-' i valor 'wartość') – ustawowe bądź administracyjne osłabienie sztywnego kursu waluty narodowej wobec innych walut przez rząd lub bank centralny, np. w celu poprawienia bilansu płatniczego czy zwiększenia cenowej konkurencyjności zewnętrznej gospodarki danego kraju. 
Dewaluacji nie należy mylić z denominacją. W przypadku denominacji zmienia się jedynie nominał waluty, a wszystkie relacje cen względem zagranicy pozostają bez zmian – taka operacja ma charakter wyłącznie usprawnienia technicznego. W przypadku stosowania płynnego kursu walutowego odpowiednikiem dewaluacji jest deprecjacja.
Większość badań wskazuje, że korzyści z dewaluacji dla krajowej gospodarki są krótkotrwałe.